# Graham (Texas)
Graham é uma cidade localizada no estado norte-americano do Texas, no Condado de Young.

## Demografia
Segundo o censo norte-americano de 2000, a sua população era de 8716 habitantes.
Em 2006, foi estimada uma população de 8691, um decréscimo de 25 (-0.3%).

## Geografia
De acordo com o United States Census Bureau tem uma área de
14,2 km², dos quais 14,2 km² cobertos por terra e 0,0 km² cobertos por água. Graham localiza-se a aproximadamente 356 m acima do nível do mar.

## Localidades na vizinhança
O diagrama seguinte representa as localidades num raio de 36 km ao redor de Graham.